# Megophrys aceras
Megophrys aceras es una especie de anfibio de la familia Megophryidae.

## Distribución geográfica y hábitat
Es endémica de la península malaya (Malasia y Tailandia) y en Sumatra (Indonesia). Su rango altitudinal oscila entre 150 y 1500 m s. n. m..

## Estado de conservación
Se encuentra amenazada por la pérdida de su hábitat natural.